# Gast
Pour les articles homonymes, voir Gast (homonymie).
Gast est le pseudonyme d'André Amouriq, dessinateur français de bandes dessinées, né en 1945 à Lyon.

## Œuvres

### SérieTiti Fricoteur[1]
- Premiers Exploits
- Le Coq du Village